# Curetis galinthias
Curetis galinthias är en fjärilsart som beskrevs av Hans Fruhstorfer 1908. Curetis galinthias ingår i släktet Curetis och familjen juvelvingar. Inga underarter finns listade i Catalogue of Life.